# Penthetria funebris
Penthetria holosericea
Espèce
Synonymes
- Penthetria holosericea Meigen, 1818

Penthetria funebris est une espèce d'insectes diptères de la famille des Bibionidae ou "mouches de Saint-Marc" (ou mouches noires), et du genre Penthetria dont elle est l'espèce type.

## Présentation
Le nom scientifique de l'espèce a été publié pour la première fois en 1804 par Johann Wilhelm Meigen.